# Serviços Municipalizados de Água e Saneamento do Município de Peniche
Os Serviços Municipalizados de Água e Saneamento do Município de Peniche, também designados por Serviços Municipalizados de Peniche ou simplesmente por SMAS de Peniche, administram o acesso à água potável e o tratamento de esgoto para a população do município de Peniche, Portugal.
As origens do serviço remontam ao Serviço de Saneamento e de Captação e Condução de Água Potável, que foi municipalizado em 1955 pelo então Presidente da Câmara António da Conceição Bento. António Bento foi o primeiro presidente do Conselho de Administração, em 1956.

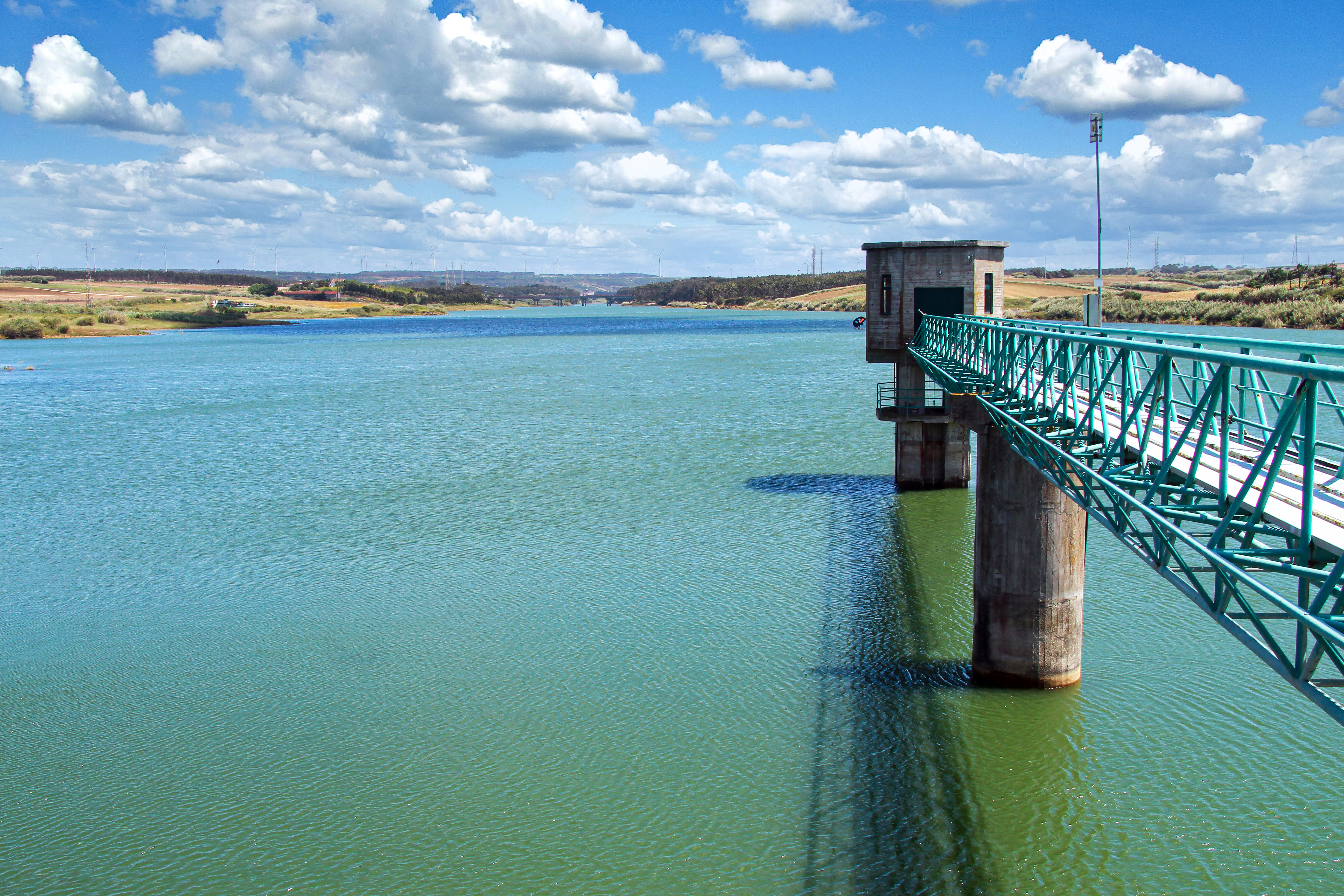
Barragem de São Domingos, Peniche, Portugal

Atualmente os SMAS Peniche administra a Barragem de São Domingos, além de Estações de Tratamento de Águas Residuais (ETAR) e Estações de Tratamento de Água. 

## História
Tradicionalmente, o muncípio de Peniche sempre teve dificuldades no abastecimento de água potável por que possui escassez de aquíferos subterrâneos em qualidade e quantidade, e quase sempre esteve dependente de furos de captação nos concelhos vizinhos de Óbidos e Lourinhã.
Os SMAS de Peniche inicialmente se dedicava apenas à captação e distribuição de água e somente em 1971 é municipalizado o serviço de saneamento; em 1986, os Serviços passam a executar obras de ampliação da rede de saneamento.

## Obras e Serviços
As atribuições da SMAS Peniche são a captação, tratamento e distribuição de água potável e a recolha, tratamento e destino final de águas residuais. Para cumpri-las, elaborou um sistema de abastecimento de água (que abarca a captação, a adução, o armazenamento e a distribuição); os sistemas de águas residuais (que compreendem três componentes recolha, drenagem e tratamento); e o sistema de controle de qualidade água de abastecimento e águas residuais
Nos sistemas de abastecimento de água e de águas residuais, as principais obras e serviços dos SMAS de Peniche são:
- Captação e distribuição de Água a partir da captação superficial na Albufeira da Barragem de S. Domingos e nas captações subterrâneas, designadamente os furos do Olho Marinho, Ferrel, Atouguia da Baleia e Bolhos.[8] Desde março de 2008, o sistema passou a ser reforçado pela água da Barragem de Castelo de Bode.[9]
- Barragem de São Domingos e respectiva Estação de Tratamento;[2]
- Conduta adutora da ETA de S.Domingos a Peniche;[2]
- Sistema de telegestão da rede de águas;[2]
- Na zona urbana, Estação de tratamento de águas residuais de Peniche, diretamente gerida pelos Serviços Municipalizados de Peniche.[6]
- Na zona rural, Estações de Tratamento de Águas Residuais (ETAR) da Serra d’ El Rei, de Atouguia da Baleia, de Reinaldes, da Bufarda e do Paço, todas concessionadas ao sistema multimunicipal Águas do Oeste.[6]